# Municipio de Johnstown (Dakota del Norte)
El municipio de Johnstown (en inglés: Johnstown Township) es un municipio ubicado en el condado de Grand Forks en el estado estadounidense de Dakota del Norte. En el año 2010 tenía una población de 79 habitantes y una densidad poblacional de 0,84 personas por km².

## Geografía
El municipio de Johnstown se encuentra ubicado en las coordenadas 48°9′5″N 97°26′57″O / 48.15139, -97.44917. Según la Oficina del Censo de los Estados Unidos, el municipio tiene una superficie total de 93.75 km², de la cual 93,75 km² corresponden a tierra firme y (0 %) 0 km² es agua.

## Demografía
Según el censo de 2010, había 79 personas residiendo en el municipio de Johnstown. La densidad de población era de 0,84 hab./km². De los 79 habitantes, el municipio de Johnstown estaba compuesto por el 96,2 % blancos, el 1,27 % eran amerindios, el 1,27 % eran de otras razas y el 1,27 % eran de una mezcla de razas. Del total de la población el 2,53 % eran hispanos o latinos de cualquier raza.